# Terje Nordby

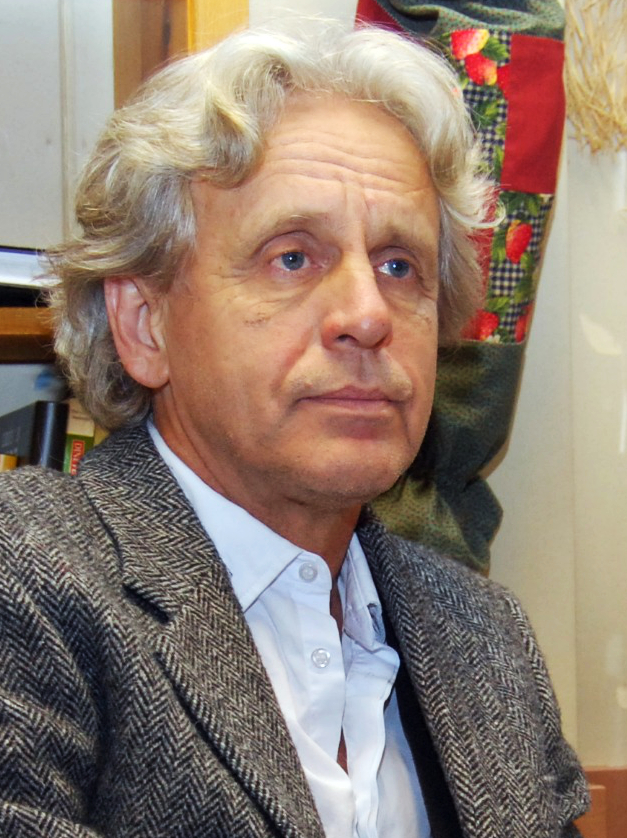
Terje Nordby 2010.
Foto: Grethe Tvede (Aust-Agder bibliotek og kulturformidling)

Terje Nordby (född 1949 i Nord-Odal) är en norsk dramatiker och författare. Han är känd för att ha varit dialogförfattare för Tramteatret. Han är för närvarande bosatt i Grekland.

## Priser och utmärkelser
- Ibsenpriset 1995